# Невинс, Шейла
Шейла Невинс (англ. Sheila Nevins; род. 6 апреля 1939, Манхэттен, Нью-Йорк, США) — американский телевизионный и кинопродюсер, президент телеканала HBO, телеведущая, репортёр, журналист и режиссёр документальных фильмов. Она принимала участие в подготовке более тысячи документальных фильмов на телевидении и являлась продюсером более двухсот фильмов, телесериалов и телепрограмм.
Постановки, над которыми работала Невинс, были отмечены огромным количеством наград и премий, в их числе: 65 премий «Эмми», 26 премий «Оскар» и 46 премий «Пибоди». Шейла Невинс также является лауреатом 33-х премий «Эмми» — это абсолютный рекорд за всю историю существования премии.
В настоящее время Невинс считается одной из самых влиятельных людей в документальном кино.

## Биография
Шейла Невинс родилась 6 апреля 1939 года в Манхэттене, Нью-Йорк, США. Её мать Стела Невинс — химик, а отец Бенджамин Невинс — русский эмигрант, работник почтового отделения и букмекер. Мать Шейлы долго страдала от болезни Рейно и склеродермии. Её дядя был богатый изобретатель и помог ей оплатить обучение. У Невинс была мечта работать на телевидении, с тех пор как она начала учиться в школе. Шейла училась в Little Red School House и высшей школе исполнительских искусств в Нью-Йорке.
Также получила степень бакалавра по английскому языку в колледже Барнард в 1960 году и степень магистра по режиссуре в Йельской драматической школе в 1963 году. В 1960-х годах она вышла замуж за адвоката из Йельского университета. После завершения обучения Невинс хотела продолжить театральную карьеру, но её муж хотел, чтобы она была дома по вечерам и выходным, заставляя её найти постоянную работу. Из-за этих разногласий они в скором времени развелись.

## Карьера
Шейла Невинс начала свою карьеру в Информационном агентстве США в качестве актрисы в приключенческих фильмах на английском языке. В 1975 году она начала работать как автор и продюсер детского телевизионного семинара. Она также работала в «Scribner», создавая книги для незрячих людей. Помимо этого Невинс была исследователем, потом помощником продюсера для «The Great American Dream Machine» на национальном образовательном телевидении.
Она работала под руководством Элвина Перлмуттера с 1971 по 1973 год, брала интервью для телепрограммы «Man on the Street». Вдохновлённая этим занятием, она наняла Альберта и Дэвида Маелзов для своего собственного теле-шоу. Невинс была полевым продюсером для «The Reasoner Report» на новостях канала ABC в 1973 году. С 1974 по 1975 год она уже реже появлялась на телеэкране. Невинс была продюсером на радиосети CBS в новостном журнале «Who’s Who» в 1978 и 1979 годах. Невинс также была продюсером шоу Дона Хьюита «60 Minutes».
В 1979 году Шейла Невинс была нанята на телеканал HBО как режиссёр документальных программ на 13-недельный контракт, она работала на этой должности до 1982 года. С 1983 по 1985 год финансировала производство компании под названием «Spinning Reels», которая создавала анимационные образовательные программы «Braingames». В 1986 году Шейла возвращается на телеканал HBO в качестве вице-президента документальных программ, вскоре в 1995 году она стала старшим вице-президентом оригинальных программ. Во время её работы в HBО наблюдался подъём сексуальной тематики и программирования в Америке.
В 2000 году Невинс была введена в «Широковещательный Кабельный Зал славы». Она была исполнительным вице-президентом оригинального программирования с 1999 по 2003 год. С 2004 года была введена на HBO в должность президента документальных и семейных программ.
В 2007 году она написала предисловие к книге «Зависимость»: „Почему они не могут просто остановиться“?
В 2011 году Шейла была удостоена «Премии Гильдии режиссёров Америки» за «Неизменную приверженность кинодокументалиста и выдающееся продвижение документального жанра». В 2013 году Шейла Невинс приняла награду за выдающиеся жизненные достижения от «Женского театрального проекта» и награду от «Международного фестиваля искусств и идей».

## Личная жизнь
Шейла Невинс замужем за банкиром Сиднеем Кохом с 1972 года. У пары есть дом в Литчфилде, штат Коннектикут, а также квартира в верхнем Ист-Сайде. У Невинс есть сын, Дэвид Кох (род. в 1980 году). Также у неё есть младшая сестра (род. в 1946 году), которая работает врачом. Шейла иногда играет в театре и является поклонницей Глории Стайнем, которую она считает „своей второй матерью и самой интересной женщиной, которую она когда-либо встречала“.

## Избранная фильмография
| Год       |     | Русское название                                        | Оригинальное название                                                      | Роль                    |
| --------- | --- | ------------------------------------------------------- | -------------------------------------------------------------------------- | ----------------------- |
| 1986      | с   | Таинственная Америка                                    | America Undercover                                                         | исполнительный продюсер |
| 1990      | тф  | Рита Хейворт: Танец во сне                              | Rita Hayworth: Dancing Into the Dream                                      | исполнительный продюсер |
| 1992      | тф  |                                                         | The Iceman Tapes: Conversations with a Killer                              | исполнительный продюсер |
| 1992      | кор | Образованный Питер                                      | Educating Peter                                                            | исполнительный продюсер |
| 1993      | док | Записи доктора Питера                                   | The Broadcast Tapes of Dr. Peter                                           | исполнительный продюсер |
| 1994      | тф  |                                                         | Southern Justice: The Murder of Medqar Evers                               | исполнительный продюсер |
| 1995      | тф  |                                                         | 5 American Kids - 5 American Handquns                                      | исполнительный продюсер |
| 1996      | док | Потерянный рай                                          | Paradise Lost: The Child Murders at Robin Hood Hills                       | исполнительный продюсер |
| 1996      | док |                                                         | Fetishes                                                                   | исполнительный продюсер |
| 1996      | тф  |                                                         | How Do You Spell God?                                                      | исполнительный продюсер |
| 1996      | тф  |                                                         | Memphis PD: War on the Streets                                             | исполнительный продюсер |
| 1996      | док | Целлулоидный шкаф                                       | The Celluiod Closet                                                        | исполнительный продюсер |
| 1996      | тф  |                                                         | Without Pity: A Film About Abilities                                       | исполнительный продюсер |
| 1996      | кор | Воспоминания спасшегося                                 | One Survivor Remembers                                                     | старший продюсер        |
| 1996      | тф  | Сигнализатор дыма: Нефильтрованная правда о сигаретах   | Smoke Alarm: The Unfltered Truth About Cigarettes                          | исполнительный продюсер |
| 1997      | тф  |                                                         | Addicted                                                                   | исполнительный продюсер |
| 1997      | док | 4 маленькие девочки                                     | 4 Little Girls                                                             | исполнительный продюсер |
| 1997      | док |                                                         | Rachel's Dauqhters: Searching for the Causes of Breast Cancer              | исполнительный продюсер |
| 1997      | док |                                                         | Wonderland                                                                 | исполнительный продюсер |
| 1997      | кор | Дочь невесты                                            | Family Video Diaries: Daughter of the Bride                                | исполнительный продюсер |
| 1997      | тф  |                                                         | Flashback                                                                  | исполнительный продюсер |
| 1997      | тф  |                                                         | Heart of a Child                                                           | исполнительный продюсер |
| 1998      | док | Дом братства                                            | Frat House                                                                 | исполнительный продюсер |
| 1998      | док |                                                         | Reno Finds Her Mom                                                         | исполнительный продюсер |
| 1998      | док | Клубная магия                                           | Party Monster                                                              | исполнительный продюсер |
| 1998      | док |                                                         | Thug Life in D.C.                                                          | исполнительный продюсер |
| 1998      | док |                                                         | The Living Museum                                                          | исполнительный продюсер |
| 1998      | док | Ленни Брюс: Клянусь говорить только правду              | Lenny Bruce: Swear to Tell the Truth                                       | исполнительный продюсер |
| 1998      | тф  |                                                         | Life of Crime 2                                                            | исполнительный продюсер |
| 1998      | док |                                                         | Mumia Abu-Jamal: A Case for Reasonable Doubt?                              | исполнительный продюсер |
| 1999      | тф  |                                                         | Private Dicks: Men Exposed                                                 | исполнительный продюсер |
| 1999      | кор | Личности: Импровизация романа в золотые годы            | The Personals                                                              | исполнительный продюсер |
| 1999      | док |                                                         | La chaconne d'Auschwitz                                                    | исполнительный продюсер |
| 1999      | док |                                                         | American Hollow                                                            | исполнительный продюсер |
| 1999      | тф  |                                                         | Fatal Twisters: A Season of Fury                                           | исполнительный продюсер |
| 1999      | док | Висконсин: Путешествие к смерти                         | Wisconsin Death Trip                                                       | исполнительный продюсер |
| 1999      | тф  |                                                         | The Aboption Picnic                                                        | исполнительный продюсер |
| 1999      | тф  |                                                         | Cancer: Evolution to Revolution                                            | исполнительный продюсер |
| 1999      | кор | Король Джимп                                            | King Gimp                                                                  | исполнительный продюсер |
| 1999      | тф  | Спокойной ночи Луна и другие сказки на ночь             | Goodnight Moon & Other Sleepytime Tales                                    | исполнительный продюсер |
| 2000      | док | Американос: Латиноамериканцы в США                      | Americanos: Latino Life in the United States                               | исполнительный продюсер |
| 2000      | док | Параграф 175                                            | Paragraph 175                                                              | исполнительный продюсер |
| 2000      | док | Глаза Тэмми Фэй                                         | The Eyes of Tammy Faye                                                     | исполнительный продюсер |
| 2000      | док | Наследие                                                | Lagacy                                                                     | исполнительный продюсер |
| 2000      | тф  |                                                         | Children in War                                                            | исполнительный продюсер |
| 2000      | док |                                                         | Let Me In, I Hear Laughter                                                 | исполнительный продюсер |
| 2000      | док |                                                         | Daughter of Suicide                                                        | исполнительный продюсер |
| 2000      | док | Чёрная смоль героина: Тёмный конец улицы                | Black Tar Heroin: The Dark End of the Street                               | исполнительный продюсер |
| 2000      | док | 101 парень-проститутка                                  | 101 Rent Boys                                                              | исполнительный продюсер |
| 2000      | тф  | Потерянный рай 2                                        | Paradise Lost 2: Revelations                                               | исполнительный продюсер |
| 2000      | док |                                                         | My Khmer Heart                                                             | исполнительный продюсер |
| 2000      | тф  |                                                         | The Young and the Dead                                                     | исполнительный продюсер |
| 2000      | док |                                                         | Always a Bridesmaid                                                        | исполнительный продюсер |
| 2000      | док | Голые штаны                                             | Naked States                                                               | исполнительный продюсер |
| 2000      | тф  | Жизнь и работа Гордона Паркса                           | Half Past Autumn: The Life and Works of Gordon Parks                       | исполнительный продюсер |
| 2000      | тф  |                                                         | Broken Child                                                               | исполнительный продюсер |
| 2000      | кор | Большая мама                                            | Big Mama                                                                   | исполнительный продюсер |
| 2001      | док |                                                         | Chain Camera                                                               | исполнительный продюсер |
| 2001      | тф  | Семейство ЛаЛи: Наследие хлопка                         | LaLee's Kin: The Legacy of Cotton                                          | исполнительный продюсер |
| 2001      | док | Южный комфорт                                           | Southern Comfort                                                           | исполнительный продюсер |
| 2001      | док | Выпуск Питера                                           | Graduating Peter                                                           | исполнительный продюсер |
| 2002      | док | Игровая площадка дьявола                                | Devil's Playground                                                         | исполнительный продюсер |
| 2002      | док | Экзекуция Ванды Джин                                    | The Execution of Wanda Jean                                                | исполнительный продюсер |
| 2002      | док |                                                         | Journeys with George                                                       | исполнительный продюсер |
| 2002      | док | Голубой винил                                           | Blue Vinyl                                                                 | продюсер                |
| 2002      | тф  |                                                         | Gladiator Days: Anatomy of a Prison Murder                                 | исполнительный продюсер |
| 2002      | док |                                                         | American Standoff                                                          | исполнительный продюсер |
| 2002      | тф  |                                                         | In Memoriam: New York City                                                 | продюсер                |
| 2002      | док |                                                         | Questioning Faith: Confessions of a Seminarian                             | исполнительный продюсер |
| 2002      | тф  |                                                         | Cathouse                                                                   | исполнительный продюсер |
| 2002      | тф  |                                                         | Twas the Night                                                             | исполнительный продюсер |
| 2003      | док | Команданте                                              | Comandante                                                                 | исполнительный продюсер |
| 2003      | док |                                                         | Missing Peace                                                              | исполнительный продюсер |
| 2003      | тф  |                                                         | Autopsy 9: Dead Awakening                                                  | исполнительный продюсер |
| 2003      | тф  |                                                         | Va ankaboot amad                                                           | исполнительный продюсер |
| 2003      | док |                                                         | Shelter Dogs                                                               | исполнительный продюсер |
| 2003      | тф  |                                                         | A Boy's Life                                                               | исполнительный продюсер |
| 2003      | тф  | Обнажённый мир                                          | Naked World: America Undercover                                            | исполнительный продюсер |
| 2003      | тф  |                                                         | Showgirls: Giltz & Angst                                                   | исполнительный продюсер |
| 2003      | тф  |                                                         | Judgment Day: Should the Guilty Go Free                                    | исполнительный продюсер |
| 2003      | док | Освобождённые воспоминания: Чтения рассказов рабов      | Unchained Memories: Readings from the Slave Narratives                     | исполнительный продюсер |
| 2003      | док | Персона Нон Грата                                       | Persona Non Grata                                                          | исполнительный продюсер |
| 2004      | тф  |                                                         | Shock Video 2004: Too Hot for the Box                                      | исполнительный продюсер |
| 2004      | док | Смерть в газе                                           | Death in Gaza                                                              | исполнительный продюсер |
| 2004      | тф  |                                                         | Happy to Be Nappy and Other Stories of Me                                  | исполнительный продюсер |
| 2004      | тф  |                                                         | The End                                                                    | исполнительный продюсер |
| 2004      | док | Отцовский инстинкт                                      | Paternal Instinct                                                          | исполнительный продюсер |
| 2004      | док |                                                         | Jockey                                                                     | исполнительный продюсер |
| 2004      | док |                                                         | Heir to an Execution                                                       | исполнительный продюсер |
| 2004      | тф  |                                                         | Celibacy                                                                   | исполнительный продюсер |
| 2004      | док | Поворот судьбы                                          | Twist of Faith                                                             | исполнительный продюсер |
| 2004      | тф  |                                                         | Black in the Hood: Gang War 2                                              | исполнительный продюсер |
| 2005      | тф  |                                                         | Classical Baby                                                             | исполнительный продюсер |
| 2005      | тф  |                                                         | Xiara's Song                                                               | исполнительный продюсер |
| 2005      | тф  |                                                         | Pretty Things                                                              | исполнительный продюсер |
| 2005      | док | Сионские протоколы                                      | Protocols of Zion                                                          | исполнительный продюсер |
| 2005      | тф  |                                                         | Methadonia                                                                 | исполнительный продюсер |
| 2005      | док | То, что останется                                       | What Remains                                                               | исполнительный продюсер |
| 2005      | с   | Бордель                                                 | Cathouse: The Series                                                       | исполнительный продюсер |
| 2005      | тф  |                                                         | I Have Tourette's But Tourette's Doesn't Have Me                           | исполнительный продюсер |
| 2006      | док | С широко раскрытыми глазами                             | Wide Awake                                                                 | исполнительный продюсер |
| 2006      | док |                                                         | Mr. Conservative: Goldwater on Goldwater                                   | исполнительный продюсер |
| 2006      | тф  |                                                         | Too Hot Not to Handle                                                      | исполнительный продюсер |
| 2006      | док | Бомбы и блокбастеры Тинсельтауна                        | Boffo! Tinseltown's Bombs and Blockbusters                                 | исполнительный продюсер |
| 2006      | док | Испытания Дэррила Ханта                                 | The Trials of Darryl Hunt                                                  | исполнительный продюсер |
| 2006      | док |                                                         | Hacking Democracy                                                          | исполнительный продюсер |
| 2006      | тф  | Багдад: Скорая помощь                                   | Baghdad ER                                                                 | исполнительный продюсер |
| 2006      | док | Мы вместе                                               | We Are Together                                                            | исполнительный продюсер |
| 2006—2007 | с   | Когда рушатся плотины: Реквием в четырёх актах          | When the Levees Broke: A Requiem in Four Acts                              | исполнительный продюсер |
| 2007      | док | Услышь: Здесь и сейчас                                  | Hear and Now                                                               | исполнительный продюсер |
| 2007      | тф  |                                                         | Friends of God: A Road Trip with Alexandra Pelosi                          | исполнительный продюсер |
| 2007      | док |                                                         | Run Granny Run                                                             | исполнительный продюсер |
| 2007      | тф  |                                                         | Addiction                                                                  | исполнительный продюсер |
| 2007      | док | Призраки Абу-Грэйб                                      | Ghosts of Abu Ghraib                                                       | исполнительный продюсер |
| 2007      | док | Аутизм: Мюзикл                                          | Autism: The Musical                                                        | исполнительный продюсер |
| 2007      | док |                                                         | Coma                                                                       | исполнительный продюсер |
| 2007      | док | Белый свет/Чёрный дождь: Разрушение Хиросимы и Нагасаки | White Light/Black Rain: The Destruction of Hiroshima and Nagasaki          | исполнительный продюсер |
| 2007      | тф  | Воспоминания второго дня рождения: Домой из Ирака       | Alive Day Memories: Home from Irag                                         | исполнительный продюсер |
| 2007      | тф  |                                                         | I Am an Animal: The Story of Inqrid Newkirk and PETA                       | исполнительный продюсер |
| 2007      | док | Умереть в Иерусалиме                                    | To Die in Jerusalem                                                        | исполнительный продюсер |
| 2007      | тф  |                                                         | Little Rock High: 50 Years Later                                           | исполнительный продюсер |
| 2008      | док | Вербовщик                                               | The Recruiter                                                              | исполнительный продюсер |
| 2008      | тф  |                                                         | The Music in Me: The Leopards Take Manhattan - The Little Band That Roared | исполнительный продюсер |
| 2008      | тф  |                                                         | Classical Baby: The Poetry Show                                            | исполнительный продюсер |
| 2008      | тф  | Когда я узнал                                           | When I Knew                                                                | исполнительный продюсер |
| 2008      | тф  | Голливудская мадам                                      | Heidi Fleiss: The Would-Be Madam of Crystal                                | исполнительный продюсер |
| 2008      | тф  |                                                         | Section 60: Arlington National Cemetery                                    | исполнительный продюсер |
| 2008      | тф  |                                                         | Dirty Driving: Thundercars of Indiana                                      | исполнительный продюсер |
| 2008      | кор | Последний дюйм                                          | The Final Inch                                                             | исполнительный продюсер |
| 2008      | тф  |                                                         | Portraits of a Lady                                                        | исполнительный продюсер |
| 2009      | кор | Я знаю, что это был ты: Возвращение Джона Казале        | I Knew It Was You: Redis covering John Cazale                              | исполнительный продюсер |
| 2009      | тф  | Право Америки...                                        | Right America: Feeling Wronged - Some Voices from the Campaign Trail       | исполнительный продюсер |
| 2009      | док | Молодёжь не знает боли                                  | Youth Knows No Pain                                                        | исполнительный продюсер |
| 2009      | док | Сержиу                                                  | Sergio                                                                     | исполнительный продюсер |
| 2009      | тф  | Нестихийное бедствие Китая: Слёзы провинции Сычуань     | China's Unnatural Disaster: The Tears of Sichuan Province                  | исполнительный продюсер |
| 2009      | с   |                                                         | The Alzheimer's Project                                                    | исполнительный продюсер |
| 2009      | кор | Последний грузовик: Закрытие завода Дженерал Моторс     | The Last Truck: Closign of a GM Plant                                      | исполнительный продюсер |
| 2009      | кор |                                                         | Studs Terkel: Listenign to America                                         | исполнительный продюсер |
| 2009      | док | Вопль о пожаре: Истории о свободе слова                 | Shouting Fire: Stories from the Edge of Free Speech                        | исполнительный продюсер |
| 2010      | док | Тайны племени                                           | Secrets of the Tribe                                                       | исполнительный продюсер |
| 2010      | кор | Музыка Пруденс                                          | Music by Prudence                                                          | исполнительный продюсер |
| 2010      | тф  | Неда                                                    | For Neda                                                                   | исполнительный продюсер |
| 2010      | кор | Последнее путешествие Роберта Кеннеди                   | One Thousand Pictures: RFK's Last Journey                                  | исполнительный продюсер |
| 2010      | док | Кеворкян                                                | Kevorkian                                                                  | исполнительный продюсер |
| 2010      | с   |                                                         | If God Is Willing and da Creek Don't Rise                                  | исполнительный продюсер |
| 2010      | док |                                                         | The Battle for Marjah                                                      | исполнительный продюсер |
| 2010      | док | Марафонец                                               | Marathon Boy                                                               | исполнительный продюсер |
| 2010      | тф  | Истерзанный войной: 1861-2010                           | Wartorn: 1861-2010                                                         | исполнительный продюсер |
| 2010      | тф  | Вожделенное питьё                                       | Wishful Drinking                                                           | исполнительный продюсер |
| 2010      | кор | Девушка с обложки                                       | Poster Girl                                                                | исполнительный продюсер |
| 2011      | док | Рейган                                                  | Reagan                                                                     | сопродюсер              |
| 2011      | док | Горячий кофе                                            | Hot Coffee                                                                 | исполнительный продюсер |
| 2011      | док | В Лили-Дэйле мёртвых нет                                | No One Dies in Lily Dale                                                   | исполнительный продюсер |
| 2011      | док |                                                         | The Loving Story                                                           | исполнительный продюсер |
| 2011      | док | Как умереть в Орегоне                                   | How to Die in Oregon                                                       | исполнительный продюсер |
| 2011      | док | Бобби Фишер против всего мира                           | Bobby Fischer Against the World                                            | исполнительный продюсер |
| 2011      | док |                                                         | There's Something Wrong with Aunt Diane                                    | исполнительный продюсер |
| 2011      | док | Потерянный рай 3                                        | Paradise Lost 3: Purgatory                                                 | исполнительный продюсер |
| 2011      | док | Вито                                                    | Vito                                                                       | исполнительный продюсер |
| 2012      | док | Марина Абрамович: В присутствии художника               | Marina Abramovic: The Artist Is Present                                    | исполнительный продюсер |
| 2012      | док |                                                         | Ethel                                                                      | исполнительный продюсер |
| 2012      | док | Лицо супермодели: Тогда и сейчас                        | About Face: Supermodels Then and Now                                       | исполнительный продюсер |
| 2012      | тф  |                                                         | Hard Times: Lost on Long Island                                            | исполнительный продюсер |
| 2012      | док | Моя величайшая вина: Тишина в Храме Божьем              | Mea Maxima Culpa: Silence in the House of God                              | исполнительный продюсер |
| 2012      | док | Двоюродный дядя                                         | First Cousin Once Removed                                                  | исполнительный продюсер |
| 2012      | тф  | Vogue: Глазами редактора                                | In Vogue: The Editor's Eye                                                 | исполнительный продюсер |
| 2013      | док | Хроника падения                                         | The Crash Reel                                                             | исполнительный продюсер |
| 2013      | док | На путь истинный                                        | Fall to Grace                                                              | исполнительный продюсер |
| 2013      | док | Дорога святого Валентина                                | Valentine Road                                                             | исполнительный продюсер |
| 2013      | док | Облава                                                  | Manhunt                                                                    | исполнительный продюсер |
| 2013      | док | Жизнь с точки зрения Сэма                               | Life According to Sam                                                      | исполнительный продюсер |
| 2013      | кор | В защиту слонов                                         | An Apology to Elephants                                                    | исполнительный продюсер |
| 2013      | док | В какой стороне линия фронта? Жизнь и время...          | Which Way Is the Front Line from Here? The Life and Time of Tim Het        | исполнительный продюсер |
| 2013      | док | Искусство наизнанку                                     | Inside Out                                                                 | исполнительный продюсер |
| 2013      | кор | Телефон доверия для ветеранов                           | Crisis Hotline: Veterans Press 1                                           | исполнительный продюсер |
| 2013      | тф  |                                                         | The Cheshire Murders                                                       | исполнительный продюсер |
| 2013      | кор | Тюрьма: Последние дни Джека Холла                       | Prison Terminal: The Last Days of Private Jack Hall                        | исполнительный продюсер |
| 2014      | кор | Воспоминания о художнике. Роберт Де Ниро-старший        | Remembering the Artist: Robert De Niro, Sr                                 | исполнительный продюсер |
| 2014      | док | Очарование: Процесс Памелы Смарт                        | Captivated: The Trials of Pamela Smart                                     | исполнительный продюсер |
| 2014      | док | Дело против «Поправки №8»                               | The Case Against 8                                                         | исполнительный продюсер |
| 2014      | док | Клуб мёртвых матерей                                    | The Dead Mothers Club                                                      | исполнительный продюсер |
| 2014      | док | От зарплаты до зарплаты: Жизнь Катрины Гилберт          | Paycheck to Paycheck: The Life and Times of Katrina Gilbert                | исполнительный продюсер |
| 2014      | кор |                                                         | One Last Hug: Three Days at Grief Camp                                     | исполнительный продюсер |
| 2014      | док |                                                         | Nixon by Nixon: In His Own Words                                           | исполнительный продюсер |
| 2014      | тф  | Загнанные: Террор против геев России                    | Hunted: The War Against Gays in Russia                                     | исполнительный продюсер |
| 2014      | док | Citizenfour: Правда Сноудена                            | Citizenfour...                                                             | исполнительный продюсер |
| 2014      | док | Бэнкси уделывает Нью-Йорк                               | Banksy Does New York                                                       | исполнительный продюсер |
| 2014      | с   | Виртуальный секс                                        | Sex on                                                                     | исполнительный продюсер |
| 2014—2015 | с   | Спасите наше завтра                                     | Saving My Tomorrow                                                         | исполнительный продюсер |
| 2015      | док | Ларри Крамер в любви и гневе                            | Larry Kramer in Love and Anger                                             | исполнительный продюсер |
| 2015      | док | Кобейн: Чёртов монтаж                                   | Cobain: Mortage of Heck                                                    | исполнительный продюсер |
| 2015      | док | Наваждение                                              | Going Clear: Scientology and the Prison of Belief                          | исполнительный продюсер |
| 2015      | док | Дело копа-каннибала                                     | Trought Crimes: The Case of the Cannibal Cop                               | исполнительный продюсер |
| 2015      | док | Дипломат                                                | The Diplomat                                                               | исполнительный продюсер |
| 2015      | док |                                                         | The Music of Strangers                                                     | исполнительный продюсер |
| 2015      | док | Большой Вавилон                                         | Bolshoi Babylon                                                            | исполнительный продюсер |
| 2015      | тф  | Нора Эфрон. Жизнь как материал                          | Everything Is Copy                                                         | исполнительный продюсер |
| 2015      | кор | Девушка в реке: Цена прощения                           | A Gril in the River: The Price of Forgiveness                              | исполнительный продюсер |
| 2016      | док | Джим: История Джеймса Фоули                             | Jim: The James Foley Story                                                 | исполнительный продюсер |
| 2016      | тф  | Не просто костюм                                        | Suited                                                                     | исполнительный продюсер |
| 2016      | док |                                                         | Homegrown: The Counter-Terror Dilemma                                      | исполнительный продюсер |
| 2016      | док |                                                         | Abortion: Stories Women Tell                                               | исполнительный продюсер |
| 2016      | док | Две звезды. Кэрри Фишер и Дебби Рейнольдс               | Bright Lights: Starring Carrie Fisher and Debbie Reynolds                  | исполнительный продюсер |
| 2016      | кор |                                                         | Brillo Box                                                                 | исполнительный продюсер |
| 2016      | док | Марафон: Трагедия в день патриота                       | Marathon: The Patriots Day Bombing                                         | исполнительный продюсер |
| 2016      | док | Пьянство. Зона риска                                    | Risky Drinking                                                             | исполнительный продюсер |
| 2017      | док | Стать Уорреном Баффеттом                                | Becoming Warren Buffett                                                    | исполнительный продюсер |
| 2024      | док | После дождя: Украденные Путиным дети возвращаются домой | After the Rain: Putin's Stolen Children Come Home                          | исполнительный продюсер |

## Награды и номинации
Полный список наград и номинаций на сайте IMDb.

### Награды
- 1995 — Прайм-таймовая премия «Эмми», «Выдающаяся специальная информационная программа»;
- 1997 — Прайм-таймовая премия «Эмми», «Выдающаяся специальная информационная программа»;
- 1999 — Новостная и документальная премия «Эмми», «Выдающаяся информационная и культурная программа»;
- 1999 — Новостная и документальная премия «Эмми», «Выдающееся журналистское расследование в программе»;
- 2000 — «Премия Пибоди», «Выдающийся вклад в радио и телевидение»;
- 2000 — Прайм-таймовая премия «Эмми», «Лучший документальный фильм»;
- 2001 — Новостная и документальная премия «Эмми», «Выдающаяся историческая программа с минимальной драматизацией»;
- 2001 — Новостная и документальная премия «Эмми», «Выдающееся журналистское расследование в программе»;
- 2002 — Новостная и документальная премия «Эмми», «Выдающееся журналистское расследование — крупная форма»;
- 2003 — Новостная и документальная премия «Эмми», «Выдающаяся информационная программа в расширенном формате»;
- 2004 — Прайм-таймовая премия «Эмми», «Выдающаяся специальная развлекательная, музыкальная или комедийная программа»;
- 2005 — Новостная и документальная премия «Эмми», «Лучший документальный фильм»;
- 2007 — Новостная и документальная премия «Эмми», «Лучший документальный фильм»;
- 2007 — Прайм-таймовая премия «Эмми», «Лучший документальный фильм»;
- 2008 — Новостная и документальная премия «Эмми», «Выдающееся журналистское расследование — крупная форма»;
- 2008 — Почётная премия «Готэм», «Выдающийся вклад в кино»;
- 2009 — Прайм-таймовая премия «Эмми», «Выдающаяся детская документальная программа, реалити-шоу или соревновательное реалити-шоу»;
- 2010 — Новостная и документальная премия «Эмми», «Выдающаяся информационная программа в расширенном формате»;
- 2010 — Прайм-таймовая премия «Эмми», «Лучший документальный фильм»;
- 2011 — Новостная и документальная премия «Эмми», «Выдающаяся программа о науке и технике»;
- 2011 — Прайм-таймовая премия «Эмми», «Лучшая детская программа»;
- 2011 — «Премия Гильдии режиссёров Америки», «Неизменная приверженность кинодокументалиста и выдающееся продвижение документального жанра»;
- 2012 — Новостная и документальная премия «Эмми», «Выдающаяся историческая программа в расширенном формате»;
- 2013 — Прайм-таймовая премия «Эмми», «Выдающийся документальный фильм»;
- 2013 — Новостная и документальная премия «Эмми», «Выдающаяся программа о культуре и искусстве»;
- 2013 — Прайм-таймовая премия «Эмми», «Исключительные заслуги в документальном кино»;
- 2014 — Новостная и документальная премия «Эмми», «Выдающаяся информационная программа в расширенном формате»;
- 2014 — Прайм-таймовая премия «Эмми», «Исключительные заслуги в документальном кино»;
- 2014 — Прайм-таймовая премия «Эмми», «Лучшая детская программа»;
- 2015 — Новостная и документальная премия «Эмми», «Выдающаяся программа о культуре и искусстве»;
- 2015 — Прайм-таймовая премия «Эмми», «Выдающийся документальный фильм»;
- 2015 — Прайм-таймовая премия «Эмми», «Лучшая детская программа»;
- 2016 — Новостная и документальная премия «Эмми», «Выдающаяся программа о культуре и искусстве»;
- 2016 — Прайм-таймовая премия «Эмми», «Исключительные заслуги в документальном кино».

### Номинации
- 1996 — Дневная премия «Эмми», «Выдающийся детский, молодёжный или семейный специальный выпуск»;
- 1997 — Дневная премия «Эмми», «Выдающийся детский, молодёжный или семейный специальный выпуск»;
- 1998 — Дневная премия «Эмми», «Выдающийся детский, молодёжный или семейный специальный выпуск»;
- 2001 — Новостная и документальная премия «Эмми», «Выдающаяся историческая программа»;
- 2002 — Прайм-таймовая премия «Эмми», «Лучшее реалити-шоу»;
- 2012 — Новостная и документальная премия «Эмми», «Новые подходы в создании новостных и документальных программ»;
- 2012 — Новостная и документальная премия «Эмми», «Выдающееся продолжающееся освещение новости в расширенном формате»;
- 2012 — Прайм-таймовая премия «Эмми», «Выдающийся документальный сериал»;
- 2013 — Новостная и документальная премия «Эмми», «Выдающийся репортаж о бизнесе и экономике — крупная форма»;
- 2014 — Дневная премия «Эмми», «Выдающийся новый подход — оригинальная дневная программа или сериал»;
- 2014 — Новостная и документальная премия «Эмми», «Выдающееся продолжающееся освещение новости в расширенном формате»;
- 2014 — Новостная и документальная премия «Эмми», «Выдающийся репортаж о бизнесе и экономике — крупная форма»;
- 2015 — Новостная и документальная премия «Эмми», «Выдающееся продолжающееся освещение новости в расширенном формате»;
- 2016 — Новостная и документальная премия «Эмми», «Выдающийся репортаж о бизнесе и экономике — крупная форма».